# Cap de Roc del Graller
El Cap de Roc del Graller és una prominència de 1.475 metres que es troba al municipi de la Conca de Dalt, a la comarca del Pallars Jussà, a l'antic terme d'Hortoneda de la Conca, a prop de les Bordes de Segan.
Està situat al sud-oest de les Bordes de Segan, a l'extrem de ponent de la Serra de la Travessa, a la dreta de la llau del Graller.